# جيان ياربره
جيان ياربره (بالإنجليزية: Jean Yarbrough)‏ (و. 1901 – 1975 م) هو مخرج أفلام، وممثل، وكاتب سيناريو، ومنتج أفلام أمريكي، ولد في مقاطعة لي، أركنسو، توفي في لوس أنجلوس، عن عمر يناهز 74 عاماً.

## التعليم
تعلم في سيواني: جامعة الجنوب ‏
.

## وصلات خارجية
- جيان ياربره على موقع IMDb (الإنجليزية)
- جيان ياربره على موقع ألو سيني (الفرنسية)
- جيان ياربره على موقع أول موفي (الإنجليزية)
- جيان ياربره على موقع قاعدة بيانات الأفلام السويدية (السويدية)
- جيان ياربره على موقع قاعدة بيانات الفيلم (الإنجليزية)
- جيان ياربره على موقع كينوبويسك (الروسية)